# エマムアリ・ハビビ
エマムアリ・ハビビ・グダルジ (ペルシア語:  امامعلی حبیبی گودرزی、ラテン表記:Emamali Habibi、1931年5月27日 - ) は、イランのレスリング選手。メルボルンオリンピックレスリングフリースタイル67キロ級の金メダリスト。世界選手権3度優勝。2007年に国際レスリング連盟の殿堂入りに選出された。マーザンダラーン州バーボル出身。

## 実績
- オリンピック
  - 1956年 メルボルン　金メダル
- 世界選手権
  - 優勝　1959年
  - 優勝　1961年
  - 優勝　1962年
- アジア競技大会
  - 優勝　1958年